# ألدو زارغاني
ألدو زارغاني (7 أغسطس 1933 - 20 أكتوبر 2020)، هو كاتب إيطالي يهودي ومفكر عام عاش في العاصمة روما. بدأ الكتابة في أوائل الستينيات من عمره. ظهر كتابه الأول والأكثر شهرة «Per violino solo » في عام 1995. بالإضافة إلى كتابة سيرته الذاتية، ساهم زارغاني في المناقشات حول سياسة وثقافة اليهود الإيطاليين بمقالات ومحاضرات وزيارات مدرسية.